# Tkemali
Tkemali (gruzijsko ტყემალი)  je gruzijska omaka, ki se pripravlja iz različnih vrst sliv. Okus omake je v osnovi ostro trpek, trpkost pa se uravnava z dodajanjem slajših vrst sliv. Poleg sliv so v tradicionalem tkemaliju običajno še naslednje sestavine v različnih deležih: česen, meta, kumina, korijander, navadni koper, čili paprika in sol.
Tkemali se najpogosteje postreže k ocvrtemu ali pečenemu mesu in krompirju, v gruzijski kuhinji pa ima podobno vlogo kot kečap v ZDA. Običajno se tkemali pripravlja v domačih kuhinjah, obstaja pa nekaj industrijskih izdelkov, ki jih proizvaja nekaj gruzijskih in ruskih prehrambenih podjetij.